# Aérodrome de Clamecy
L’aérodrome de Clamecy (code OACI : LFJC) est un aérodrome civil, ouvert à la circulation aérienne publique (CAP), situé à 1,5 km au sud de Clamecy dans la Nièvre (région Bourgogne-Franche-Comté, France).
Il est utilisé pour la pratique d’activités de loisirs et de tourisme (aviation légère).

## Installations
L’aérodrome dispose d’une piste en herbe orientée sud-nord (18/36), longue de 790 mètres et large de 60.
L’aérodrome n’est pas contrôlé. Les communications s’effectuent en auto-information sur la fréquence de 123,500 MHz.
S’y ajoutent :
- une aire de stationnement ;
- un hangar[2].

## Activités
CLUB ULM DE CLAMECY